# Гражданин начальник
«Граждани́н нача́льник» — российский остросюжетный многосерийный детективный телевизионный художественный фильм режиссёра Николая Досталя, снятый в 2001 году по мотивам цикла романов Виктора Пронина «Банда», «Банда-2», «Банда-3», «Банда-5».
Главную роль честного следователя прокуратуры Павла Николаевича Пафнутьева исполнил актёр Юрий Степанов.
Съёмки проходили в городе Туле.
Премьера телесериала состоялась 15 ноября 2001 года на телеканале «ТВ-6».
В 2005 году снято продолжение сериала под названием «Гражданин начальник 2» режиссёром-постановщиком Аркадием Кордоном, а в 2006 году — «Гражданин начальник 3» режиссёром Геннадием Каюмовым.

## Сюжет
Конец 1990-х. В одном из крупных российских областных городов разворачивается закрученная криминальная интрига, в центре которой оказывается честнейший следователь прокуратуры Павел Николаевич Пафнутьев (Юрий Степанов), вынужденный по роду службы столкнуться не только с влиятельными преступными элементами города, но и со всем официальным городским руководством.
Чтобы победить мощную организованную преступность, «крышуемую» высокопоставленными городскими чиновниками и начальниками правоохранительных органов, следователю, практически в одиночку, приходится проявлять незаурядную смелость, хитрость и смекалку, нередко прибегая к нестандартным методам расследования…

## Список и описание серий (1-й сезон)

### Серия № 1
Убит Николай Лушников — личный шофёр криминального авторитета Голдобова, большого друга мэра города. Чтобы замять это дело, милицейские начальники поручают это дело «бестолковому следователю прокуратуры» простачку Павлу Пафнутьеву. Обаятельный Паша ещё не подозревает, что взялся за очень рискованное расследование.

### Серия № 2
Паша Пафнутьев продолжает следствие по делу шофёра Лушникова. Между тем начинают происходить странные вещи: сначала из дела исчезают фотографии следов протекторов шин мотоцикла, на котором скрылись преступники, потом с балкона высотного дома падает и разбивается важный свидетель Жехов.

### Серия № 3
Следствие успешно продвигается. Все нити, связанные с убийством и «несчастными случаями» ведут в автосервис, обслуживающий машину Голдобова.

### Серия № 4
Слишком настойчиво стал продвигаться в своём следствии «простачок» Пафнутьев. Несмотря на то, что он успел обнаружить и исполнителей, и заказчиков преступления, его отстраняют от следствия.

### Серия № 5
После гибели в автокатастрофе авторитета Голдобова Пашу Пафнутьева вновь привлекают к следствию. У него в руках оказываются очень важные документы, которые могут подпортить жизнь многим коррумпированным чиновникам, но Паша решает вступить с ними в борьбу чуть позже. Сочинив на бумаге невероятную историю, он закрывает дело об убийстве Лушникова и Голдобова. За лояльность властям города и своему милицейскому начальству Паша получает повышение по службе.

### Серия № 6
Пафнутьев расследует новое дело — на дорогах завелась банда, промышляющая разбоем. Почерк бандитов напоминает ему о деле шестилетней давности, и Паша находит между ними связь. Из армии возвращается Андрей, который когда-то спас Пафнутьева. Паша предлагает ему работать у него водителем.

### Серия № 7
Пафнутьев активно продолжает дело о кровавом нападении на трейлер. Выясняется, что красавица Изольда работает в том самом мотеле, где незадолго до этого останавливались на ночлег дальнобойщики. В ресторане Павел и Андрей проводят задержание бандита Джавада.

### Серия № 8
За неимением веских доказательств Джавада приходится отпустить. Анциферов, узнав об аресте Джавада, требует, чтобы Пафнутьев уволился. Оскорблённый своим арестом, бандит с сообщником заявляется к Пафнутьеву и угрожает перерезать ему горло. Затем бандиты закрывают Павла в ванной. Однако последний включает кран и заливает квартиру, зовёт на помощь, и его спасают Андрей и майор Шаланда.

### Серия № 9
Павел Пафнутьев избитый, но живой, возвращается на службу. Он понимает, что настало время выкладывать козыри и играть ва-банк. Он обращается к прокурору, и вскоре его продажного начальника арестовывают за получение взятки в крупных размерах.

### Серия № 10
Чтобы окончательно сломить всесильного Байрамова, Паша решает выступить с материалами, компрометирующими мэра.

### Серия № 11
После выборов нового мэра в городе назревает настоящая война. Объявляется третья загадочная банда, недовольная результатами передела сфер влияния между двумя крупными авторитетами — Неклясовым и Фердолевским. Паша вступает в открытую борьбу с Неклясовым, когда отказывается освободить его помощника.

### Серия № 12
Неклясов устраняет главного свидетеля обвинения по своему делу, но вскоре и сам становится жертвой нападения неизвестных. Ему приходится исчезнуть из города. Пашу же интересует, кому понадобилась смерть банкира Фердолевского, убитого снайпером.

### Серия № 13
Бывший мэр, а ныне преуспевающий бизнесмен Сысцов просит Пафнутьева найти убийц Неклясова. Начальник службы безопасности Фердолевского предлагает Павлу свою помощь.

### Серия № 14
Милиция обнаруживает в своих рядах предателя — капитана Лещёва. У бандитов он проходил под кличкой «Вобла». Расследуя дело о зверском убийстве целой семьи, Паша Пафнутьев выясняет, что посредником при продаже их дома был адвокат Илья Огородников.

### Серия № 15
По ходу расследования возникает всё больше загадок. Перебиты все члены новой банды. Кто против кого воюет? И кто за всем этим стоит? Единственный человек, знающий ответы на все вопросы, — это «гражданин начальник» — Паша Пафнутьев.

## Список и описание серий (2-й сезон)

### Серия № 1
Следователь Пафнутьев идёт на повышение и переезжает из Тулы в Москву. Его новое место работы — Генеральная прокуратура Российской Федерации. В Москве его встречает старый приятель, бывший директор тульского гастронома, а теперь московский бизнесмен Холандовский. Первое дело, которое предстоит расследовать бравому сыщику, связано с его прошлой жизнью и работой. Убит начальник службы безопасности крупного предпринимателя Каратаева — Колов, в недавнем прошлом начальник УВД Тульской области. Поскольку погибший — человек Каратаева, в котором явно заинтересован Кремль, к расследованию подключается ФСБ...

### Серия №2
Следственные органы очерчивают круг подозреваемых. Это предприниматели Каратаев и Горских, нью-йоркский затворник Дашкевич и Орехов, также проживающий за рубежом. В своё время Каратаев с помощью субсидий Орехова создал Фонд поддержки президента. В связи с этим ФСБ получает неофициальное указание со Старой площади снять с Каратаева подозрения. Горских срочно вылетает в Нью-Йорк и обсуждает с Дашкевичем последние события. Предприниматели заверяют друг друга в своей непричастности к убийству Колова. Понимая, что началась война за передел собственности, они решают, что в сложившейся ситуации им нужно держаться вместе. Тем временем количество трупов увеличивается…

### Серия №3
Администрация президента получает информацию ФСБ о готовящемся слиянии компаний Горских и Дашкевича и даёт очередную установку — воспрепятствовать этому. Место Горских и Дашкевича, по мнению людей со Старой площади, должен занять Каратаев. В целях усиления безопасности ФСБ предлагает предпринимателю своего человека на место убитого Колова. Андрей, работающий под началом Пафнутьева, устанавливает контакт с начальниками службы безопасности Каратаева и Горских. Расследуя убийство «проходных» фигур, группа Пафнутьева невольно затрагивает и более крупную «рыбу». Руководитель Павла, ссылаясь на мнение властей, даёт ему понять, кого в сложившейся ситуации следует считать безусловным врагом, а по поводу кого "наверху" ещё не определились. Горских и Дашкевич принимают вызов и решают расшатать не устраивающую их систему власти. Они планируют инициировать дестабилизацию банковской системы России и организовать вокруг этого события шумиху в прессе...

### Серия №4
По заданию Старой площади Хромченко (ФСБ) и Чижов (Служба внешней разведки) разрабатывают план возвращения Дашкевича в Россию. По окончании разговора Чижов едет на встречу с Горских. Пафнутьев наконец-то встречается с Холандовским, и тот рассказывает, как он оказался под началом Каратаева. Он также сообщает, что незадолго до убийства Колова поступила новая партия товара, которой очень интересовался предприниматель и которая охранялась с особым тщанием. Холандовский вместо нашпигованного «жучками» автомобиля отдаёт Пафнутьеву свою машину. Однако опасается, что это не сойдёт ему с рук. Следственная группа Пафнутьева приходит к выводу, что за всеми последними убийствами стоит начальник службы безопасности Горских. Андрею предстоит войти к нему в доверие и, по всей вероятности, стать двойным агентом…

### Серия №5
Пафнутьев узнаёт, что оружие, из которого убили Колова, объявилось в Туле, из него застрелен местный криминальный авторитет. Леонид обнаруживает хозяина квартиры Юлия, его обнаружили в пруду в Перхушково с камнем на шее. Горских договаривается с Родионовым и Сергачёвым о какой-то крупной экономической махинации. В Италии Дашкевич предлагает Орехову объединить их усилия «в войне с Каратаевым и в дружбе с Горских», однако получает отказ.

### Серия №6
В Генпрокуратуру, к Малкину, приходит Станислав Галкин, экономист, работающий в Администрации Президента. В газетах появляются статьи о скандалах в «Нефтепроме». Срецназ занимает «Самарнефтепром». Пафнутьев доставляет в Генпрокуратуру Сергачёва. Пафнутьев пытается выяснить у Вероники, кто мог устроить в её квартире погром. Вероника отдаёт ему кассеты. В лесу, недалеко от дачного посёлка находят убитыми охранников Рыбакова...

### Серия №7
Пафнутьев продолжает заниматься делом Колова. Андрей делится с Пафнутьевым своими подозрениями — он уверен, что за ним следит Каратаев, которого также беспокоит дело Колова. На дачу к Рыбакову приезжает Лаврентий. Ирина высказывает версию, что «Нефтепром» вполне может перейти со временем в собственность государства. Дашкевич предлагает Горских задействовать в общих интересах Орехова и поручить ему организовать мировую прессу...

### Серия №8
Ирина и Леонид провожают в Шереметьево Пафнутьева и Андрея. Распрощавшись, Ирина замечает Лаврентия, который все это время следил за ними. Они понимают, что видели Лаврентия у Рыбакова, когда отслеживали его дачу, а позже Ирина видела его же в здравнице. Леонид, сев за руль машины Ирины, пытается догнать джип Леврентия. Но погоня не увенчалась успехом. Каратаев рассказывает Красину о том, что его шантажирует Горских, который требует у него сорок процентов акций... В конце попытка похищения Антона.

### Серия №9
Пафнутьев и Андрей приезжают в Нью-Йорк. Орехов подтверждает Дашкевичу свою готовность начать обещанную им кампанию в ближайшие дни. Но ему необходимы гарантии, что Дашкевич официально заявит о преследовании. После этого Орехов обещает обеспечить проекту максимум внимания западной прессы. Но Дашкевич не доверяет ему…Горский душит Дашкевича, но жёны вмешиваются и разнимают их.

### Серия №10
Горский прилетает в Москву. В «Шереметьево» его встречает Рыбаков. В прокуратуре ожидают важные вещественные доказательства из Тулы, которые позволят предъявить Рыбакову обвинение в нескольких убийствах. Пафнутьев встречается в прокуратуре с Худолеем. Худолей, представившись Орехову Халандовским берет у него договор.

### Серия №11
В аэропорту Рима Анну Карно встречает Джованни, секьюрити Дашкевича. По его словам, он должен передать Анне конфиденциальное сообщение от её мужа, который так и не смог вылететь из США. Анна садится в незнакомую ей машину… Ирине удаётся отыскать в архиве информацию о личном счёте Каратаева, которую тот старательно прятал. Становится понятно, на каком крючке Орехов держит Каратаева.

### Серия №12
Орехов почти уверен, что похищение его жены – дело рук Горских и Дашкевича. Пафнутьев добивается санкции на их арест — равно как и на арест Рыбакова. Красин говорит Каратаеву, что и «Нефтепром», и «Нефтедобыча» в конечном счёте достанутся ему, и знакомит предпринимателя с полковником Стариковым, который с этого дня начинает играть роль начальника службы безопасности бизнесмена. Каратаеву велено не предпринимать никаких шагов без ведома Старикова…

## Список и описание серий (3-й сезон)

### Серия №1
Расстрел журналистов.

### Серия №2
Жена помагает Назарову собраться в Златогорск, отговаривая ехать.

## В ролях

### Первый сезон
- Юрий Степанов — Павел Николаевич Пафнутьев, следователь прокуратуры, начальник следственного отдела прокуратуры
- Егор Бероев — Андрей, механик в автосервисе, демобилизовавшийся спецназовец, водитель и помощник начальника следственного отдела прокуратуры Павла Пафнутьева
- Надежда Маркина — мать Андрея
- Дина Корзун — Лариса Анатольевна Лушникова, жена Николая Лушникова, любовница криминального «авторитета» Ильи Голдобова и экономист в его фирме
- Александр Бавтриков — Николай Лушников, личный шофёр криминального «авторитета» Голдобова, муж Ларисы (†)
- Анастасия Нифонтова — Светлана, мотоциклист, подруга и возлюбленная Андрея (†)
- Дмитрий Назаров — Аркадий Халандовский, директор магазина, друг Павла Пафнутьева
- Роман Мадянов — Леонард Леонидович Анциферов, начальник Пафнутьева, прокурор города, связанный с мафией; хозяин ресторана под названием «У Леонарда»
- Валерий Афанасьев — Геннадий Борисович Колов, генерал-майор, начальник ГУВД города
- Александр Вилькин — Александр Михайлович Сысцов, мэр города, преуспевающий бизнесмен
- Валерий Володин — Валерий Александрович Невродов, прокурор области
- Виктор Супрун — Виталий Худолей, эксперт-криминалист в прокуратуре
- Наталья Симакова — Виктория Пафнутьева («Победа»), жена Павла Пафнутьева
- Владимир Зайцев — Илья Матвеевич Голдобов, криминальный авторитет, друг мэра города Александра Сысцова (†)
- Сергей Серов — Георгий Шаланда, майор милиции, друг Павла Пафнутьева
- Татьяна Масс — Соня, секретарь криминального «авторитета» Голдобова
- Максим Лагашкин — Олег Алексеевич Жехов, бандит (серия № 2; погиб, выпав с балкона †)
- Галина Стаханова — бабушка на лавочке возле подъезда, соседка бандита Олега Жехова (серия № 3)
- Иван Рыжиков — Александр Заварзин, генеральный директор автосервиса, бандит (серии № 1-5; убит Андреем в серии № 5 †)
- Максим Дрозд — Подгайцев, бригадир механиков в автосервисе, бандит (серии № 1-5; убит Андреем в серии № 5 †)
- Алексей Шевченков — Махнач, механик в автосервисе, бандит (серии № 1-5; убит Андреем в серии № 5 †)
- Иван Моховиков — Фекляев («Фёкла»), механик в автосервисе, бандит (серии № 1-5; убит Андреем в серии № 5 †)
- Владимир Толоконников — судмедэксперт (серии № 2, 6)
- Ирина Карева — секретарь начальника ГУВД города Геннадия Борисовича Колова (серии № 1-2)
- Элла Ярошевская — секретарь мэра города Александра Михайловича Сысцова (серии № 3, 5)
- Дмитрий Брусникин — Степан Петрович Овсов, хирург, друг Павла Пафнутьева (серии № 6-11, 15)
- Владимир Топцов — Дубовик В. Н., следователь прокуратуры (серии № 1, 4-8, 11-13)
- Яна Шивкова (в титрах — Яна Николаева) — Валентина, медсестра (серии № 6, 10, 15)
- Снежана Синкина — Валерия, секретарь прокурора города Леонарда Леонидовича Анциферова
- Вадим Александров — Николай Петрович, свидетель разбойного нападения (серия № 6 †)
- Сергей Медведев — велосипедист (серия № 7)
- Сергей Баталов — Роман, метрдотель в ресторане гостиницы «Москва» (серия № 7)
- Максим Коновалов — Георгий, официант в ресторане гостиницы «Москва» (серия № 7)
- Геннадий Венгеров — Марат Вадимович Байрамов, бизнесмен (серии № 8-10; застрелен журналистом Сергеем Звенигородцевым в серии № 10 †)
- Павел Поймалов — Джавад Байрамов, бандит, родственник бизнесмена Марата Байрамова (серии № 7-8, 10; застрелен журналистом Сергеем Звенигородцевым в серии № 10 †)
- Сахат Дурсунов — сообщник бандита Джавада Байрамова (серии № 7-8, 10; разбился во время милицейской погони в упавшем с обрыва автомобиле в серии № 10 †)
- Алексей Пушкин — Сергей Дмитриевич Звенигородцев («Зомби»), потерпевший журналист (серии № 6-10)
- Агриппина Стеклова — Евгения Звенигородцева, жена журналиста Сергея Звенигородцева (серии № 9-10)
- Александр Робак — Григорий, оперативник (с серии № 7, 15)
- Лара Романофф — Изольда (Зо́ля) Фёдоровна Цибизова, администратор мотеля (серии № 7, 9-10)
- Максим Литовченко — ведущий конкурса красоты (серия № 8)
- Николай Тырин — понятой (серия № 9)
- Валерий Володин — Валерий Александрович Невродов, прокурор области (серии № 9-10, 12)
- Олег Бойко — редактор газеты (серии № 9, 11)
- Сергей Тарамаев — Владимир Неклясов, бандит, «крышующий» бизнесмена Александра Михайловича Сысцова (бывшего мэра города)  (серии № 10-12; убит бандитами в серии № 12 †)
- Илья Любимов — Ерхов, член банды Вовчика Неклясова (серии № 11-12; сгорел заживо от рук бандита Вовчика Неклясова в серии № 12 †)
- Сергей Греков — Бильдин, потерпевший, которому бандит Ерхов отрезал уши (серии № 11-12)
- Сергей Антонов — Георгий Осоргин, судья (серия № 12)
- Людмила Ларионова — Семёновна («Хлопотунья»), старая знакомая следователя Павла Пафнутьева, работник Муниципального предприятия бытового обслуживания населения «Ритуал» (серия № 12)
- Валентин Варецкий — Фердолевский, банкир (серии № 11-12; застрелен снайпером в серии № 12 †)
- Светлана Антонова — Наталья, секретарь Фердолевского (серия № 11)
- Анатолий Горячев — Семён Сергеевич, начальник службы безопасности компании Фердолевского (серии № 13-15)
- Тагир Рахимов — Михаил Рахимович Осадчий («Осадок» или «Рахимыч»), главарь третьей банды, бывший зек (серии № 13-15; убит адвокатом Огородниковым в серии № 15)
- Владимир Вдовиченков — Николай (Коля «Афганец»), член банды «Рахимыча», бывший спецназовец и сослуживец Андрея (серии № 12-15; застрелился во время милицейской погони в серии № 15 †).
- Наталья Винтилова — Мария Су́ровцева, продавец, старшая сестра Кости, знакомая Коли «Афганца», жертва грабителей (серии № 13-14; убита Колей «Афганцем» во время грабежа квартиры †)
- Инна Выходцева — родственница Маши Су́ровцевой, жертва грабителей (серии № 13-14; убита Рахимычем и его бандой †)
- Вадим Гусев — родственник Маши Су́ровцевой, жертва грабителей (серии № 13-14; убит Рахимычем и его бандой †)
- Игорь Виноградов — Константин Су́ровцев, шестилетний брат Маши Су́ровцевой, единственный выживший во время грабежа квартиры член семьи Суровцевых (серии № 13-14)
- Алексей Ошурков — капитан Лещёв («Вобла»), подчинённый майора Шаланды, «оборотень в погонах», член банды «Рахимыча» (серии № 13-14; ранен Колей «Афганцем» в серии № 14, умер в серии № 15 †)
- Егор Пазенко — Геннадий (Гена «Забой»), член банды «Рахимыча», бывший донбасский шахтёр (серии № 13, 15; убит Семёном Сергеевичем в поезде в серии № 15 †)
- Дмитрий Швадченко — Евгений (Женя «Жесть» или «Жестянщик»), член банды «Рахимыча» (серии № 13, 15; убит Семёном Сергеевичем в поезде в серии № 15 †)
- Сергей Пинчук — «Валет», член банды «Рахимыча», подручный Огородникова (серии № 13, 15; убит Геной «Забоем» в серии № 15 †)
- Авангард Леонтьев — Илья Ильич Огородников («Огород»), адвокат, бывший военный юрист, соучастник банды «Рахимыча» (серии № 14-15; убит Женей «Жестянщиком» в серии № 15 †)
- Виталий Абдулов — телохранитель, сотрудник службы безопасности компании Фердолевского, подчинённый Семёна Сергеевича (серия № 13)
- Арсений Робак - сын Сергея и Евгении Звенигородцевых (серии 9,10)

### Второй сезон
- Юрий Степанов — Павел Николаевич Пафнутьев, следователь Генеральной прокуратуры Российской Федерации по особо важным делам
- Михаил Мамаев — Андрей Беседин, майор милиции, оперуполномоченный
- Регина Мянник — Ирина Сергеевна Полянская, эксперт по экономике
- Алексей Петренко — Олег Давыдович Малкин, начальник управления
- Валерий Ивченко — Эдуард Геннадьевич Хромченко, полковник ФСБ
- Георгий Тараторкин — Савелий Михайлович Орехов
- Илья Ждаников — Леонид Спиридонов, капитан
- Андрей Сергеев — Юрий Борисович Горских, олигарх
- Игорь Лагутин — Андрей Георгиевич Дашкевич, олигарх

### Третий сезон
Назаров Роман Гаврилыч,— зам. Малкина, расследует убийство губернатора Акимова.
Акимов Николай Семёныч — губернатор.
Акимова Марья Петровна — жена губернатора.
Антон Павлович Пафнутьев.
«Бондарь»,— Лель Константин Романович, вожак бунта зоны.
Хворов Андрей Генадьевич — "Клещ",- Михайлов Леонид Андреич, 28 убийств. 10 сер. 23.30, в титрах "В эпизодах"
Лопухин Владимир Петрович — воздухоплаватель
Мироненко,— зам. генпрокурора.
Пирогов Роман Фёлорович — редактор «Вестника Приуралья».
Малкин Олег Давыдович, — шеф Назарова.
Малютин Борис Борисыч,— член Совета безопасности, первый вице-премьер
Миронов Александр Васильевич (Рэм — впервые эта кличка есть в сюжете в 10.53 в 7-й серии, когда Соловей звоня ему так к нему обращается, хотя в титрах есть уже в 1-й, что ведёт к непониманию — кто это?),— старший следователь по особо важным делам города Уфы, а в с.7 — республики..
Саламатов Юрий Васильевич (Соловей),— расстреливает людей ездивших на убийство журналистов.
Сергеев Пётр Иванович — большой чин ФСБ,— руководитель контрольно-ревизионной службы ФСБ России, проверяющий полковник из Москвы. 1-е появление:7сер.24.59 прибытие самолётом.
Смолин Дмитрий Борисыч — кандидат на губернатора
Сычёв Леонид Андреевич — прокурор края.
Шишёрин Андрей Павлович — член Совета директоров.

## Награды
- 2002 — приз «Лучший актёр телесериала» в номинации «Народный рейтинг» на X всероссийском кинофестивале «Виват, кино России!» в Санкт-Петербурге — Юрий Степанов[13].